# يورغن بارت
يورغن بارت (بالألمانية: Jürgen Barth)‏ (و. 1943 – 2011 م) هو دراج على المضمار، ودراج ألماني، ولد في برلين، شارك في الألعاب الأولمبية الصيفية 1968، والألعاب الأولمبية الصيفية 1972، توفي في رآوبلينغ، عن عمر يناهز 68 عاماً.

## روابط خارجية
- يورغن بارت على موقع أرشيف الدراجات (الإنجليزية)
- يورغن بارت على موقع أوليمبيديا (الإنجليزية)